# Avatamsaka-Sutra

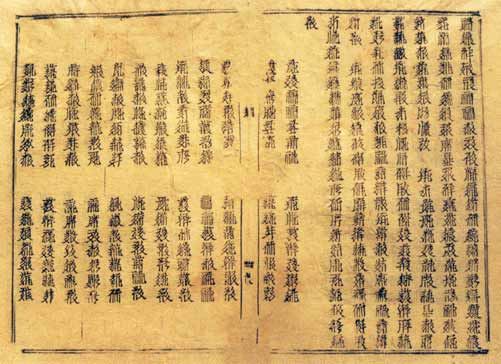
Seite des Huayanjing

Das Avatamsaka-Sutra oder „Blumengirlanden-Sutra“ (skt. Avataṃsaka-sūtra; chinesisch 華嚴經 / 华严经, Pinyin Huayanjing, W.-G. Hua-yen ching; hgl. 화엄경, Hwaeom gyeong; jap. 華厳経, Kegon-kyō; viet. Hoa nghiêm kinh; tib.: Mdo phal po che), im Deutschen nach der chinesischen bzw. japanischen Lesung oft auch als Hua-yen(Huayan)-Sutra oder Kegon-Sutra bezeichnet, ist eines der umfangreichsten buddhistischen Mahayana-Sutras.
Es wurde ursprünglich in Sanskrit verfasst. Im ostasiatischen Buddhismus hatten insbesondere die drei chinesischen Übersetzungen Einfluss.
Das Avatamsaka-Sutra bildet die Grundlage für die chinesische Huayan zong, hatte großen Einfluss in China und gelangte später auch nach Japan (Kegon-shū) und Korea (Hwaeom jong).

## Entstehung
Heute sind nur zwei Teile des Avatamsaka-Sutra im Original in Sanskrit erhalten: Der Text zu "10 Stufen" und das "Buch vom Eintreten in den Kosmos der Wahrheit", das auch als eigenständiges Sutra unter der Bezeichnung Gandavyuha Sutra bekannt wurde.
Der Teil "10 Stufen" (Dasabhumika) hat bereits vorher als Sutra in Indien existiert. Es wird angenommen, dass es von der Lokattaravadin-Schule stammt. Der Text enthält bereits zentrale Aussagen des Avatamsaka-Sutra über den Weg des Bodhisattva und über die Ansicht, dass die Welt nur Geist sei. Es besteht daher Grund zur Annahme, dass dieser Text eine wichtige Inspiration für die weiteren Teile und das Gesamtwerk des Avatamsaka-Sutra war. Das Dasabhumika ist eine Schrift, die auch von der Theravada-Tradition anerkannt wird.
Der andere Teil, der in Sanskrit erhalten ist, ist das letzte Buch des Avatamsaka-Sutra, das "Buch vom Eintreten in den Kosmos der Wahrheit". Dieses sehr umfangreiche Sutra wurde vermutlich im 2. Jahrhundert n. Chr. geschrieben und beschreibt die Reise des Knaben Sudhana auf dem Weg zur Erleuchtung. Dabei begegnet er 53 verschiedenen Lehrern, bevor er letztendlich seinen Weg zum Bodhisattva vollendet.
Alle anderen Teile – mit Ausnahme einer Textstelle im Siksasamuccaya – werden in der indischen Literatur nicht erwähnt. Dieser Umstand sowie die Verwendung von einigen zentralasiatischen und chinesischen Ortsnamen in der chinesischen Übersetzung lassen vermuten, dass große Teile des Sutra außerhalb von Indien entstanden sind.
Vermutlich ist die vollständige Form des Avatamsaka-Sutra in Zentralasien – eventuell in der Region Khotan von einem oder mehreren Autoren verfasst worden. Dabei wurden vermutlich verschiedene bereits vorhandene Sutras zusammengefügt und einige neu geschrieben um Lücken zu füllen.
Dieses Gesamtwerk wurde erstmals zwischen 418 und 420 von Buddhabhadra in 60 Bänden ins Chinesische übersetzt. Eine weitere Übersetzung erfolgte durch Siksananda zwischen 695 und 699.
Die Suche des Sudhana, das letzte Buch – das Gandavyuha – wurde nochmals separat in 40 Bänden übersetzt (795–798). Alle drei Fassungen sind erhalten geblieben und wurden später weiter ins Koreanische und Japanische übersetzt. Die chinesische Übersetzung ist als Hua-Yen-Sutra, die koreanische als Hwa Om und die japanische Ausgabe als Kegon Sutra bekannt. Das letzte Kapitel der Übersetzung in 80 Bänden entspricht außerdem dem vierten Sutra der Reine-Land-Schule. Das tibetische Avatamsaka-Sutra besteht aus 45 Kapiteln und wurde aus dem Sanskrit ins Tibetische übersetzt.

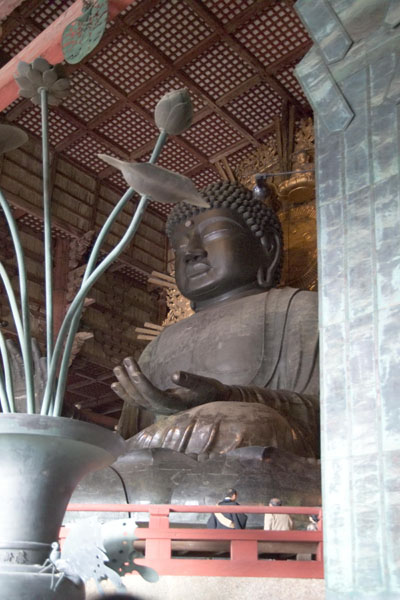
Vairocana-Buddha-Statue im Tempel Tōdai-ji, dem Haupttempel der Kegon-Schule in Japan.

## Inhalt
Durch den großen Umfang des Avatamsaka-Sutra können hier nur einzelne Themengebiete herausgegriffen und kurz umrissen werden.

### Allgemeines
Das Avatamsaka-Sutra beschreibt acht verschiedene Versammlungen von Bodhisattvas. Die erste Versammlung findet kurz nach der Erleuchtung des Buddha, der unter dem Weisheitsbaum sitzt, statt. Der Sprecher bei dieser Versammlung ist jedoch nicht Buddha selbst, sondern der Bodhisattva Samantabhadra (der Bodhisattva der vollkommenen Handlung). Auch bei den restlichen Versammlungen spricht der Buddha selbst nicht, sondern verharrt in der Stille.

### Alles in Einem – Eines in Allem
Im Avatamsaka-Sutra steht: Die Buddhas erkennen mit ihrer Weisheit, daß der ganze Kosmos der Seienden ohne Ausnahme so wie das große „Netz im Indra-Palaste“ ist, so dass alle Seienden wie die Edelsteine an jedem Knoten des „Indra-Netzes“ untereinander unendlich und unerschöpflich ihre Bilder und die Bilder der Bilder u.s.f. in sich spiegeln. (Buch 28, Das Buch von der Wunderbarkeit des Buddha)
Dieses Prinzip drückt die Sichtweise des buddhistischen Holismus aus. Jeder Gegenstand und jedes Lebewesen existiert nicht isoliert für sich, sondern ist mit allen anderen verbunden und ist selbst in jedem anderen Teil enthalten. Alles ist gegenseitig durchdrungen. Die Kurzform dieses Prinzips lautet: Alles in Einem – Eines in Allem.
Der aus Vietnam stammende buddhistische Mönch Thich Nhat Hanh prägte für diese gegenseitige Durchdringung den Begriff "Intersein" (englisch interbeing).

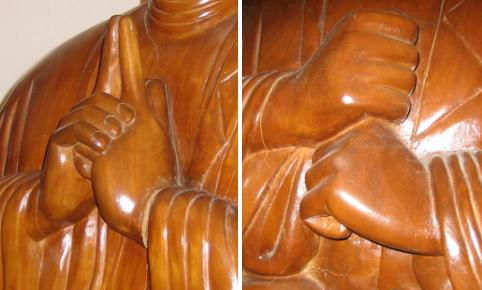
Die Mudras des Buddha Vairocana drücken das Prinzip "Alles in Einem – Eines in Allem aus"

### Vairocana
Der Buddha Vairocana ist eine zentrale Symbolik des Avatamsaka-Sutra. Er symbolisiert den Dharmakaya. Der Vairocana hat keinerlei Attribute mehr, er ist die Verkörperung des universellen Naturgesetzes. Somit durchstrahlt er das gesamte Weltall in allen Zeiten und alles ist von ihm durchdrungen. Nachdem er keinen Körper im eigentlichen Sinn hat, wird er durch Buddha Vairocana Statuen nicht direkt abgebildet, sondern nur symbolisiert.
Der Urbuddha Vairocana wird auch mit einer Mudra abgebildet, die das Prinzip "Alles in Einem – Eines in Allem" ausdrückt. Dabei werden von den gefalteten Händen die beiden Zeigefinger gerade weggestreckt. In einer anderen Form wird der Zeigefinger einer Hand von allen Fingern der anderen Hand umschlossen. Eine andere Interpretation dieser Mudra ist, dass der Bodhisattva (untere Hand) die fühlenden Wesen (obere Hand) trägt.

### Der Bodhisattva-Weg
Das letzte Buch des Avatamsaka-Sutra beschreibt anhand des Knaben Sudhana den Weg des Bodhisattva. Ausgangspunkt der Reise bildet der erste Lehrer – der Bodhisattva Manjusri, der Sudhana ermutigt, auf seinem Weg voranzuschreiten und sich verschiedenen Lehrern anzuvertrauen. Auf diesem Weg begegnet er insgesamt 53 verschiedenen Lehrern. Darunter sind sehr unterschiedliche Personen wie z. B. Priester, Ärzte, Frauen, ein Schiffer, Götter und sogar ein Irrlehrer. Von all diesen Lehrern kann Sudhana das lernen, was für die Erreichung der nächsten Stufe auf seinem Weg zum Bodhisattva für ihn notwendig ist. Jeder Lehrer empfiehlt dem Knaben Sudhana das nächste Ziel seiner Reise. Seine Reise führt ihn dabei immer weiter in den Süden. Das kann als Metapher für die Hinwendung zum Licht, also zur Wahrheit, gesehen werden. Eine weitere Interpretation ist, dass durch die Reise in den Süden auch die Entwicklung des Buddhismus innerhalb Indiens symbolisiert wird (der erste große Philosoph des „Großen Fahrzeugs“ war Nagarjuna, der im Süden Indiens geboren wurde).
So gesehen können die 53 Lehrer von Sudhana auch als die Stufen auf dem Weg des Bodhisattva verstanden werden. Sein letzter Lehrer ist der Bodhisattva Samantabhadra, bei dem er schließlich seinen Weg vollendet. Im Avatamsaka-Sutra steht dazu: Er betrachtete die Lebewesen mit dem reinen Weisheitsauge und lebte ruhig in der stillen Leerheit. Er begriff eingehend alles Seiende und tauchte in das tiefe Meer der großen Tugend Buddhas ein. Er vollendete den Weg der Erlösung [...] (Buch 34, Eintreten in den Kosmos der Wahrheit)
Die Reise des Knaben Sudhana ist in der buddhistischen Tempelanlage Borobudur in Indonesien in zahlreichen Reliefs abgebildet.

### Das eine Fahrzeug
Das Avatamsaka-Sutra entstand in einer Zeit, wo es bereits verschiedene buddhistische Lehren und Schulen gab. Im Avatamsaka-Sutra wurden diese unterschiedlichen Sichtweisen zu einem Gesamtwerk mit einer übergeordneten Systematik zusammengefügt. Damit betont das Sutra den Aspekt der Gesamthaftigkeit des Dharma und versteht die verschiedenen Lehren und Schulen als verschiedene Wege zum gleichen Ziel. Daher wurde auch der Begriff „das eine Fahrzeug“ (Ekayana) geprägt. Nicht eine bestimmte Tradition, eine bestimmte Schule oder Lehrer führen alleine zum Ziel, sondern sie sind letztendlich Teile des Dharma mit demselben Ziel – der Buddhaschaft. Damit sind diese verschiedenen Wege Teil eben eines einzigen Fahrzeuges. Das eine Fahrzeug wird in der Hua-Yen Schule als i-ch'eng (Sanskrit: eka-yana, Deutsch: Das Eine Fahrzeug) bezeichnet.

### Dharma-Dhatu
Die Theorie der universellen Ursache (Dharma-Dhatu-Pratitya-Samutpada) ist der Kern des Avatamsaka-Sutra. Diese Theorie geht von der perfekten Harmonie und gegenseitigen Abhängigkeit der materiellen und der immateriellen Welt aus. Geist und Materie sind Eins und bedingen einander in unendlicher wechselseitiger Abhängigkeit. Das Symbol dieses Universums ist der Vairocana-Buddha. Diese Realität des ungeteilten Universums wird Bhutatathata genannt und in vier Stufen eingeteilt:
- Dharma-Dhatu der phänomenalen Welt: unsere Welt, deren Phänomene in gegenseitiger Abhängigkeit entstehen und vergehen (Samsara).
- Dharma-Dhatu des herrschenden Prinzips: die Welt in der es keine Unterscheidungen gibt und daher nicht mehr entsteht oder vergeht. Dies ist die Welt des Bewusstseins, das keinerlei Anhaftungen an die materielle oder immaterielle Welt kennt. Dies ist die Welt der Madhyama-Shunyata: die Welt der absoluten Gleichheit.
- Dharma-Dhatu der ungehinderten phänomenalen Welt: Welten der Unterscheidung und Welten der Nichtunterscheidung hängen dennoch von Ursache und Wirkung ab. Sie ändern und bewegen sich ständig, sind aber nur Phänomene der Natur. Dies nennt man Tathagata-Garba, die Welt ohne Hindernisse.
- Dharma-Dhatu des ungehinderten herrschenden Prinzips: der reine Körper des Universums hat keine Form und keine Grenzen und kein individuelles Bewusstsein. Er durchdringt alles, jeden Zustand und jede Form. Daher ist jeder Aspekt in unserem Universum nichts anderes als eine ungeteilte Wesenheit. Alles ist in Einem, Eines ist in Allem. Dies ist die Welt des Avatamsaka-Sutra, in der vollkommene Gleichheit und Unterschiedslosigkeit herrscht.

## Schulen und Patriarchen
Die Übersetzungen des Avatamsaka-Sutra wurden in China von verschiedenen Meistern studiert und interpretiert. Eine eigenständige Schule bildete sich erst mit Dushun (chin. 杜順, 557–640). Er wird als erster Patriarch der Hua Yen Schule angesehen. Sein Nachfolger war Zhiyan (chin. 智儼, 602–668). Der dritte Patriarch war Fazang (chin. 法藏, 643–712). Er war ein Schüler von Xuanzang und gilt als bedeutendster Gelehrter der Hua Yen Philosophie. Nach seinem Tod galt der Mönch Huiyuan als größter Gelehrter der Hua Yen Schule. Er wurde jedoch nicht als Patriarch anerkannt. Diesen Titel erhielt erst Chengguan (chin. 澄觀, 737–838), der 26 Jahre nach dem Tod Fazangs geboren wurde. Der fünfte Patriarch war Zongmi (chin.: 宗密, 780–841), der auch Meister der Zen bzw. Chan Schule war.
Der Niedergang des Buddhismus begann mit der Regentschaft des chinesischen Kaisers Wu Zong (chin. 武宗, Regentschaft 840–846). Es wurden Klöster zerstört und Schriften verbrannt. Mönche und Nonnen wurden gezwungen ihre Roben abzulegen. Das bedeutete auch den Niedergang der Hua Yen Schule. Nur Schulen die keine schriftliche Grundlage benötigten konnten diese Zeit überdauern – die bekanntesten sind die Reine-Land-Schule und Chan (Zen). Das Avatamsaka-Sutra spielte ab dieser Zeit nur mehr eine untergeordnete Rolle, inspirierte andere Schulen, aber konnte sich in China nicht mehr als große Schule etablieren.
In der mittleren Nara-Zeit (710–781) gelangte die Hua-Yen-Schule nach Japan, wo sie die Bezeichnung Kegon annahm. Deren zweiter Patriarch war Rōben. Sie steht in engem Zusammenhang mit dem ritsuryō-Buddhismus und der Zentralisierung und Organisation des Buddhismus in Japan. Der Haupttempel der Kegon-Schule in Japan ist Tōdai-ji, den Kaiser Shōmu als zentrale Instanz der Provinztempel und der sechs Schulen von Nara errichten ließ. Dort befindet sich auch die weltweit größte Buddha-Bronzestatue (Buddha Vairocana) Kegon konnte sich nach dem Ende der Nara-Zeit gegen die Tendai- und Shingon-Schule nicht durchsetzen. Trotzdem ist die Kegon-Schule bis heute lebendig geblieben.
Nach Korea wurde das Avatamsaka-Sutra von Uisang (chin.:義湘, 625–702) gebracht, der gemeinsam mit Fazang ein Schüler von Zhiyan war. In Korea konnte sich daraus die Hwa-Om-Schule etablieren, die zur bedeutendsten buddhistischen Schule Koreas wurde. Ab dem 8. Jahrhundert wurde schrittweise Zen bekannter und bedeutender. Die Hwa Om-Schule wurde von Zen (kor. Seon) integriert. Innerhalb von Seon spielt das Avatamsaka-Sutra bis heute eine große Rolle.

## Übersetzungen und Kommentare
Der volle Titel des Avatamsaka-Sutras in den chinesischen Übersetzungen lautet: chinesisch 大方廣佛華嚴經, Pinyin Dàfāngguǎngfó huáyán jīng, W.-G. Ta-fang-kuang fo-hua-yen ching; jap.: Daihōkō butsukegon-kyō.
Erstmals übersetzt wurde es vom indischen Mönch Buddhabhadra (359–429 in China ab 406; W.-G.:Fo-t'o-pa-t'o-lo; jp.: Butsudabatsudara) u. a. in Ch'ang-an zwischen 418 und 420, 34 Kapitel in 60 chüan (d. h. Faszikel, bzw. Bücher). Bekannt als „die alte Übersetzung“ (舊經) bzw. „60 chüan Hua-yen“ oder 晉經,  jiùjīng jp.: Jin-Sūtra [Taishō (Sinojapanisch Taishō shinshū daizōkyō)IX, Nr. 278]. Dies ist die Version, die von den ersten drei Patriarchen der Huayan zong studiert wurde.
Die Kaiserin Wu Zetian, eine Anhängerin und Patronin des 3. Patriarchen Fazang, veranlasste, dass ein vollständiger Text des Buddhāvataṃsaka-mahāvaipulya-Sutra aus Khotan beschafft wurde. Die „neue“ Übersetzung (auch 唐經) besorgte der von dort stammende Mönch Śikṣānanda (652–710; 實叉難陀,  Shih-ch'a-nan-to; jp.: Jisshananda) zwischen 695 und 699 in Ch'ang-an in 80 Faszikeln [NJ (Nr. Sinojapanisch Nanjio-Kanonkatalog) 88; Taishō X, Nr. 279]. Die Kaiserin verfasste ein Vorwort, inhaltlich unterscheidet es sich nicht von der „alten Übersetzung“, jedoch sind einige Kapitel bedeutend erweitert. Jap. Nara-Zeit-Abschriften des langen Textes: Tempyō 10. Jahr, 70 Fasz. [NJ 88], als „Kegon“-Sutra 60 Fasz. aus demselben Jahr. Teilweise auch als Hōkō-kyō bezeichnet.
Umfangreiche Kommentare existieren u. a. von Fazang (Fa-tsang), der derer vier schrieb (NJ 1591-93, und 1595). Vom vierten Patriarchen (澄観,  Chengguan, jap.: Chokan; † um 800 oder 839) stammen NJ 1589 und 1590 in 60 bzw. 90 Fasz., weiterhin NJ 1598 und 1639. Sein Nachfolger Tsung-mih (779–840; 淸涼澄觀), der „große Lehrer vom Kwei“, gab NJ 1596 heraus, dass vom Sektengründer Fa-shun (= Dushun) verfasst worden war. Unter der mongolischen Yüan-Dynastie (1280–1368) entstand durch P'u-shui noch ein 40-Fasz.-Kommentar (NJ 1622).
Ta-fang-kuang fo-hua-yen ching: Ju pu-ssu-i chieh-t'o ching-chieh; P'u-hsien hsing-yüan p'in 大方廣佛華嚴經:入不思議解脫境界; 普賢行願品, in 40 Fasz. [Taishō No. 293 (Vol.X, 661–851c)], so der volle chinesische Titel des Sanskrittextes Gandavyūha-sūtra wird in älterer Literatur wegen seiner Namensähnlichkeit („40 chüan Hua-yen“ o. ä.) häufig für eine dritte komplette Übersetzung des Avatamsaka-Textes, auf dem die beiden obigen basieren, gehalten. Tatsächlich – und das geht aus dem vollen Titel auch klar hervor – handelt es sich um eine Erweiterung der Kapitel über die Pilgerfahrt des Jünglings Sudhana und zwei Kapitel über den Bodhisattva Samantabhadra (jp.: Fugen). Die Übersetzung besorgte der kaschmirische Mönch Prajña (ch. Pore 般若; jp.: Hannya) 796–798 in Ch'ang-an. Teile hat Suzuki Daisetz, in seinen Essays in Zen Buddhism, ins Englische übertragen.